# La fiera (telenovela mexicana)
La fiera es una telenovela mexicana dirigida por Pedro Damián y producida por Valentín Pimstein para la cadena Televisa, siendo exhibida por El Canal de las Estrellas entre 1983 y 1984. Fue protagonizada por Victoria Ruffo y Guillermo Capetillo y cuenta con las participaciones antagónicas de Rocío Banquells, Carlos Cámara, Lupita Lara (quien luego fue reemplazada por Nuria Bages), Nadia Haro Oliva y Fernando Larrañaga (sustituido posteriormente por Raymundo Capetillo) La telenovela se convirtió en el mayor éxito televisivo de 1984 en México y en uno de los grandes clásicos del género en Latinoamérica, Estados Unidos y Europa.
La fiera fue la quinta versión televisiva de la radionovela La gata de Inés Rodena, y la segunda versión realizada en México (la cual también producida por Valentín Pimstein, en 1970).

## Argumento
Natalie (Victoria Ruffo), una muchacha de barrio sin educación, hermosa y pobre, logra conquistar el corazón de Víctor Alfonso (Guillermo Capetillo), un joven rico y de buena familia que ha sido su amigo desde la infancia. Sin embargo, ambos tienen que enfrentarse a la oposición de la sociedad y sobre todo de los padres de Víctor Alfonso, que desprecian a Natalie por su pobreza y siempre han querido que su hijo se case con Brenda (Rocío Banquells), una hermosa y sofisticada muchacha.
Primera parte
Natalie, es una niña conocida como «La fiera» en su barrio, vive con Elodia (Isabela Corona), una mujer que la ha criado desde niña. La mujer maltrata y explota a Natalie mandándola a vender muñecos de plástico por las calles para mantenerla; no obstante, la anciana, que es gran aficionada a leer la baraja española y ve en las cartas que «La fiera» llegará a ser muy rica en el futuro.
Doña Elodia creé que ese dinero vendrá del almacenero el Griego (Javier Marc), que siempre ha estado enamorado de Natalie, Elodia obliga a Natalie a que le dé falsas esperanzas de corresponderle, porque además el almacenero le prometió que le ayudaría con dinero para sacar a su hijo, Frankie (Oscar Bonfiglio), de la cárcel y le daría a ella una buena vida. Sin embargo, la anciana desconoce que Natalie y Víctor Alfonso se han casado en secreto.
Cuando los padres del muchacho se enteran del matrimonio trazan un plan: primero con engaños el padre de Víctor Alfonso lo manda a Ecuador con el pretexto de atender la sucursal de su empresa en aquel país y luego; con ayuda de Miguel, su hermano, ubican el juzgado donde se casaron en un pequeño municipio del estado de Puebla y corrompen al empleado del juzgado para que lo anule de inmediato sin importarles que La Fiera ya está embarazada. Ayudada por su gran amiga, Elvia, conocida como "La Costeña" (Angélica Aragón) y por el mismo Griego, Natalie da a luz a mellizos, pero el almacenero tratará de cobrarse todo lo que Elodia con engaños le ha sacado para los hijos de Natalie.
Mientras lo anterior va desarrollándose; en el reclusorio de México encontramos la historia de Manuel Pérez Brito, un hombre que fue injustamente encarcelado por un fraude que él no cometió y que lleva años buscando el indulto debido a su buena conducta pues ayuda a otros reclusos a estudiar y prepararse, después de varios intentos Manuel finalmente logra salir de prisión; al mismo tiempo un abogado de Puerto Rico lo contacta y le hace saber que ha sido heredero de una gran fortuna de parte de un familiar, de esta manera Manuel usará su nueva riqueza y poder para convertirse en una especie de "Pigmaleón", en un extraño y bondadoso millonario que ayudará a Natalie (La Fiera) bajo otra identidad; gracias a "Chamuco" que es encarcelado por Lorenzo Martínez Bustamante después de golpearlo por ir a defender el honor de Natalie y Manuel la calumnia y ofende delante del"Chamuco", por diversas investigaciones Manuel descubre que "La Fiera" es la hija que tuvo antes de ser acusado falsamente del asesinato de su socio, de cuyo hecho también es culpable Lorenzo Martínez Bustamante y que lo hace pasar muchos años en la cárcel. Como ya se mencionó; Manuel sorpresivamente es heredado, ahora Manuel con dinero y poder jura que hará pagar a todos los Martínez Bustamante haber destruido su vida y robarle su fortuna.
Al tomar posesión de su herencia y establecer su domicilio justo frente a la residencia de la familia Martínez Bustamante, Manuel se encargará de que Chamuco convenza a "La Fiera" de vivir bajo su protección; hecho que a la Costeña y a la mamá de Chamuco no les convence pues piensan que hay una doble intención. 
El odio de Lorenzo por Natalie es tan grande que hurde junto con Elena y Miguel un nuevo plan que ocasiona que Víctor Alfonso enferme al mostrarle fotos de "La Fiera" Pintarrajeada y vestida vulgarmente trabajando en un cabaret; esta versión es confirmada por Brenda y Miguel quienes van al cabaret a burlarse de Natalie. Este hecho hace que después de varios meses Víctor Alfonso regrese a México a vivir con su familia y tratar de ver a sus hijos ocasionando más problemas.
Coaccionado por Elena, Víctor Alfonso termina pidiendo en matrimonio a Brenda, sin embargo, el día de la boda la rechaza frente a todos en la iglesia y sale huyendo.
Natalie gracias a la ayuda de su padre comienza su transformación; ya no es la misma joven agresiva y respondona, su carácter se ha templado y dejado de ser impulsiva. Mientras que Lorenzo y Elena han descubierto que Manuel y Natalie son padre e hija..
En este punto de la historia todos saben el parentesco que los une, menos Natalie, que por decisión de Manuel ha pedido a todos guardar el secreto hasta que su nombre quede limpio. 
La habilidad del Chamuco como abogado logra limpiar el nombre, el honor y recuperar los bienes robados por Lorenzo a Manuel , quién cae enfermo de una embolia que lo paraliza y lo irá hacer perder la razón poco a poco, este hecho ocasiona que Elena también odie a "La Fiera" más y más. Finalmente Natalie sabrá que su padre es Manuel Pérez Brito, Víctor Alfonso descubre que todos los embustes en contra de Natalie fueron obra de sus padres y nuevamente se une a Natalie.
Segunda parte
Víctor Alfonso y Natalie son felices con sus hijos, sólo hay un pero; Elena y Lorenzo siguen empeñados en separarlos, para este momento de la historia Miguel se ha enamorado de "la Costeña" y en Chamuco han despertado los sentimientos de amor por Natalie.
Un accidente automovilístico es el hecho que separa nuevamente a Natalie y Víctor Alfonso, ella queda ciega y no quiere ser una carga para Víctor Alfonso, por esa razón se va a recluir a una escuela para invidentes. Brenda aprovecha la situación para tratar de separarlos. Como si fuera poco, El Chamuco como apoderado legal de los bienes de Manuel queda amnésico después de ser atropellado.
Lorenzo enmedio de su locura roba a Miguel un papel en blanco firmado por Manuel para volver a quitarle todo al papá de Natalie sin obtener éxito y únicamente logra agravar su estado de salud mental; Brenda aprovecha la situación para ofrecer dinero para pagar la operación de Lorenzo con la condición de que Víctor Alfonso se case con ella; sin embargo, entre ella y Víctor Alfonso se da una fuerte discusión en la cual Brenda al tratar de golpear en un restaurante a Víctor Alfonso se resbala y rueda por las escaleras del lugar.
Nuevamente Brenda usa esto para su beneficio y chantajea a Víctor Alfonso haciéndose pasar por grave y amenaza con dejarlo en la cárcel si no accede a sus caprichos. Sin embargo Natalie recupera la vista y visita a Brenda, ésta descubre la farsa. La única forma de liberarlo de culpa es que Natalie se aleje de él, y ella acepta. 
Sin embargo Víctor Alfonso convence a Natalie para que no se separen haciendo fracasar los planes de Brenda quien se va a Europa de viaje una vez recuperada del accidente.
Una nueva intriga se presenta; la madre de Brenda contrata a unos hombres para alegar que uno de ellos es el padre de los hijos de Natalie y hacer que Víctor Alfonso dude de ella, curiosamente uno de ellos es el Frankie, hijo de doña Elodia quien ya salió de la cárcel. Víctor Alfonso se creé toda la mentira y se aleja de Natalie dolido por esto.
Por el estrés generado por la demencia de Lorenzo, Elena cae en cama enferma durante mucho tiempo y en estado inconsciente.
La desconfianza de Víctor Alfonso hace que Natalie cometa un grave error; fraguar con Miguel la farsa de que ella y Miguel son pareja para hacer que Víctor Alfonso reaccione, lo cual no sucede y peor aún, provoca que Elena le tome mucho odio al escuchar a Víctor Alfonso en el hospital contarle su desilusión; de nuevo él duda de ella, ella se decepciona, él se va a Can Cun por trabajo y aquí entra en su vida Julie una joven que trata de olvidar una decepción amorosa del pasado, esa decepción amorosa es nada menos que El Chamuco.
Lorenzo ve con buenos ojos que Julie y su hijo se entiendan y alienta esa relación, sin embargo, entre ellos no logra darse el amor pues ambos no pueden superar a Natalie y al Chamuco respectivamente y deciden quedar como amigos.
Después de una separación por un hecho del pasado de La Costeña, Miguel y ella se reconcilian y planifican su boda y su futuro. La Costeña le dice a Víctor Alfonso que todo fue para hacelo reaccionar. Julie visita a Lorenzo que ya está totalmente desquiciado y en su locura la llama "Brenda".
Víctor Alfonso y Natalie se reconcilian y planean casarse. Sin embargo Elena jura por la memoria de Lorenzo que hundirá a "La Fiera".
El resultado de la calumnia a Natalie y por tratar de proteger a "la Costeña" ocasiona que el Frankie, hijo de doña Elodia muera en un ajuste de cuentas.
Tercera parte
Lorenzo muere por un derrame cerebral y pese al odio que Elena siente por Natalie al culparla de su infelicidad Natalie y Víctor Alfonso se ha casado; Manuel y Regina mueren en un accidente durante un viaje, "la Costeña" y Miguel se casan, Chamuco y Julie también, estos personajes toman su camino y desaparecen de la historia.
Han pasado 8 años; el joven matrimonio vive en la residencia de los Martínez Bustamante, este hecho es aprovechado por Elena para hacer un infierno la vida de "La Fiera"; sin embargo, los daños colaterales serán para Víctor Alfonso.
Elena se vale de los chantajes más bajos para destruir el matrimonio; enfermedades inventadas, una supuesta ruina económica, la pérdida de una alhaja, poniendo en contra de Natalie a sus hijos pequeños, inventando que Natalie envenena a sus hijos con medicinas, hasta el punto de dispararle a Natalie, e inventarle un amasiato con Mario, sobrino de Elena; esta larga lista de incidentes logra que Víctor Alfonso caiga en una crisis nerviosa en la que termina dudando de Natalie quien harta de los maltratos se divorcia de su esposo.
Brenda ha regresado para vengarse, en esta ocasión con la ayuda de Marcial, su padrastro; Elena, Brenda y Marcial le harán ver su suerte a "La Fiera", pero Elena no cuenta con la ambición de Marcial quien poco a poco va ganando terreno hasta lograr que Elena lo nombre apoderado de sus bienes.
Brenda y Marcial diseñan un plan para una vez teniendo toda la fortuna en sus manos huirán a Europa (para este punto de la historia la relación entre Brenda y Marcial se vuelve más sentimental, aunque no se ve, se insinúa veladamente) , sin embargo Brenda nuevamente se deja llevar por su odio y para fastidiar a Natalie seducirá a Víctor Alfonso y hacerle creer que la embarazó, por su parte Elena es descubierta por el Doctor Millán, quién la ha investigado y le muestra las pruebas de su pasado lleno de pobreza y carencias; con esta arma Millán controla a Elena y la neutraliza.
Víctor Alfonso recupera la memoria al ser atropellado y comienza a tomar las riendas de su vida empezando por frenar el intento de Elena por quitarle sus hijos a Natalie.
Marcial por más intentos por controlar y aconsejar a una Brenda despechada y con sed de venganza no lo logra, descubre que el hijo que ella espera no es de Víctor Alfonso sino de Rogelio Miranda; un junior que conoce en el Club Deportivo al que asiste con frecuencia y con el que finalmente tiene constantes salidas y devaneos; Marcial al descubrir el amasiato de Brenda con Rogelio discute con ella, en dicha pelea le da un empujón a Brenda haciéndola caer al piso y finalmente sufre un aborto. 
Natalie planea hacer sufrir a Víctor Alfonso y se casa de nuevo con él bajo ciertas condiciones. Las intrigas de Brenda no paran, Natalie comienza a caer en el juego y a cometer errores que su hijo pequeño le reclama.
Elena por fin abre los ojos; el doctor Millán y su hijo le presentan pruebas de que Marcial y Brenda son un par de ambiciosos y acepta que Natalie y Víctor Alfonso se casen. 
El falso embarazo de Brenda se descubre por culpa de Marcial quien traiciona a Brenda y le vende a Víctor Alfonso su diario. 
Marcial al verse despojado del poder que Elena le dio y al descubrir que Brenda le fue robando poco a poco, le exige el dinero, ella se niega y Marcial termina disparándole y matándola.
Natalie y Víctor Alfonso logran finalmente ser felices después de años de luchar por su amor.

## Elenco
- Victoria Ruffo - Natalie Ramírez, "La Fiera"
- Guillermo Capetillo - Víctor Alfonso Martínez Bustamante
- Rocío Banquells - Brenda del Vivar
- Angélica Aragón - Elvia "La Costeña"
- Isabela Corona - Elodia
- Pancho Müller - Chistorete
- Lupita Lara - Elena Martínez Bustamante (#1) (Cap. 1 al 39)
- Nuria Bages - Elena Martínez Bustamante (#2)
- Carlos Cámara - Lorenzo Martínez Bustamante
- Leonardo Daniel - Miguel Martínez Bustamante
- Luis Daniel Rivera - Manuel Pérez Brito, "Papillon"
- Julieta Bracho - Regina López viuda de Macías
- Juan Antonio Edwards - Eduardo Macías "El Chamuco"
- Javier Marc - Zorba, "el Griego"
- Beatriz Moreno - Lina
- América Gabriel - Tamara
- Oscar Bonfiglio - Frankie
- Alfredo Alegría - Lupito (#1)
- Odiseo Bichir - Lupito (#2)
- Enrique Gilabert - Lic. Meléndez / Lic. Castillo
- Edith González - Julia Herrera "Julie"
- Margarita Isabel - Lourdes Crespo Viuda de Ortega "Tía Lourdes"
- Graciela Bernardos - Bertha
- Gabriela Ruffo - Carmela
- Carlos Rotzinger - José Luis
- Fernando Larrañaga - Doctor Marcial Urquiza #1
- Raymundo Capetillo - Doctor Marcial Urquiza #2
- Roxana Saucedo - Lourdes Millán "Lulú"
- Servando Manzetti - Carlos / Ernesto Morales Rubio
- Aurora Clavel - Sor Trinidad
- Ernesto Laguardia - Raúl
- Nadia Haro Oliva - Elisa del Vivar
- Miguel Ángel Ferriz - Rogelio Miranda #1
- Pedro Damián - Rogelio Miranda #2
- Maricruz Nájera - Angelina
- Lucianne Silva - Ramona
- Fernando Borges - Edmundo Gascón
- Eduardo Kastell - Recepcionista
- Claudia Ramírez - Dependienta
- Julieta Rosen - Enfermera
- Christopher Lago - Alfonsito
- Nayelli Saldívar - Natalie (niña)
- Mariana González - Brenda (niña)
- Luis Mario Quiroz - Víctor Alfonso (niño)
- Oscar Sánchez - Mayordomo
- Luis Gatica - Mario (Primo de Víctor Alfonso y sobrino de Elena)
- Ana Bertha Espín - Doctora
- Eduardo Borja - Director de la prisión
- Arturo Lorca - Comisario
- Eugenio Cobo - Dr. Millán
- Antonio Brillas - Juez
- Antonio Henaine - Roberto
- Alejandro Landero - Pepe
- Maleni Morales - Alicia
- Porfirio Baz - Damián Sánchez Ortega
- Luis Couturier - Don Rogelio
- Felix Santaella - Padre Molina

## Equipo de producción
- Historia original de: Inés Rodena
- Libreto y adaptación: Luis Reyes de la Maza, Vivian Pestalozzi, Carlos Romero
- Tema original: Brenda's Theme (Lee Holdridge)
- Jefe de producción: Arturo Lorca
- Coordinador de producción: Eugenio Cobo
- Dirección de cámaras: Manuel Ruiz Esparza
- Dirección de escena: Pedro Damián
- Productor: Valentín Pimstein

## Tema musical y otros temas agregados en otros países
El tema de entrada es el instrumental Brenda's Theme, del compositor Lee Holdridge, compuesto para la película "Tilt" de 1979, según lo reveló el canal del grupo Música Incidental de Telenovelas.
Para su transmisión en Venezuela se tomó como tema musical el sencillo No hay cielo del cantautor ítalo-venezolano Franco De Vita el cual, por cierto, significó su primer gran éxito musical. Es de hacer notar también que en ese país sudamericano el título de esta telenovela fue cambiado a Natalie para evitar confusiones con la telenovela La fiera (RCTV, 1978) cuya trama, por cierto, es totalmente diferente a esta.
En Ecuador el tema fue Príncipe azul del cantante español Agustín Pantoja.

## Premios

### Premios TVyNovelas 1985
| Categoría          | Nominado(a)         | Resultado |
| ------------------ | ------------------- | --------- |
| Mejor actriz joven | Victoria Ruffo      | Ganadora  |
| Mejor actor joven  | Guillermo Capetillo | Ganador   |

- Seus Olhos (2004): Producida por Henrique Martins para SBT, y protagonizada por Carla Regina y Thierry Figueira.